# Karl X Gustav của Thụy Điển
Karl X Gustav của Thụy Điển (sinh ngày 8 tháng 11 năm 1622 – 13 tháng 2 năm 1660) là quốc vương Thụy Điển từ năm 1654-1660. Ông là cháu trai của Karl IX. Vợ ông là Hedwig Eleonora của Holstein-Gottorp và hai người có một con trai, Karl XI.
Ông lãnh đạo quân đội đến Ba Lan, Đức và Đan Mạch, và không ở lại đất nước này trong phần lớn thời gian. Quân đội của ông đã vượt qua eo biển Storebælt và ký kết "Hòa ước Roskilde" với Đan Mạch, nơi mở ra lãnh thổ của đế quốc.

## Tiểu sử
Karl X Gustav là con trai của nữ hoàng cung đình Johann Casimir và vợ Katarina, con gái của vua Karl IX.
Anh lớn lên trong lâu đài Stegenborg, nơi Nữ hoàng tương lai Christina, người anh em họ của anh, thường đến thăm. Ông nhận được một nền giáo dục tốt, nói tiếng Đức, tiếng Pháp và tiếng Latin. Ông học tại Đại học Uppsala một thời gian. Năm 1638, ông thực hiện một chuyến đi du học, từ đó ông trở về vào mùa thu năm 1640.
Năm 1642, Karl Gustav đến quân đội Thụy Điển ở Đức, do Lennart Torstensson chỉ huy, và ngay lập tức tỏ ra khá giỏi trong Trận Breitenfeld. Một năm sau ông được thăng cấp trung úy.
Tuy nhiên, đến cuối năm 1643, ông đã là một đại tá trong Trung đoàn Kỵ binh Courland. Năm 1645, ông tham gia trận chiến Yankov. Vào ngày 17 tháng 2 năm 1647, với sự khẳng định của Nữ hoàng Christina, ông được bổ nhiệm làm Tổng tư lệnh quân đội Thụy Điển tại Đức.
Vào mùa xuân năm 1649, Karl Gustav được tuyên bố là người thừa kế ngai vàng. Vào ngày 6 tháng 6 năm 1654, Nữ hoàng Christina thoái vị và cùng ngày, Karl Gustav lên ngôi với tư cách là vị vua mới.
Nhiệm vụ đầu tiên của anh là cải thiện tài chính công bị phá hủy bởi hội đồng trước. Về vấn đề này, anh ta đã thực hiện cái gọi là giảm thứ tư, theo đó, giới quý tộc sẽ quay trở lại kho bạc một phần tư tất cả những món quà mà anh ta nhận được sau cái chết của Gustav II Adolf.
Năm 1655, tìm cách thiết lập sự cai trị của Thụy Điển ở vùng Baltic, nhà vua bắt đầu một cuộc chiến với Ba Lan. Cuộc chiến phát triển với những thành công khác nhau, và tình hình trở nên phức tạp khi Nga xâm nhập vào mùa hè năm 1656. Trong nửa đầu năm 1657, người Thụy Điển đã buộc phải dọn sạch quân đội Ba Lan và tập trung ở phía bắc của nó. Vào mùa hè, họ phải đối mặt với cả một liên minh quyền lực - Ba Lan, Áo, Brandenburg và Đan Mạch.
Năm 1658, nhà vua đã kết thúc một thỏa thuận ngừng bắn với Nga. Tuy nhiên, phải đối mặt với nhiều đối thủ, Karl Gustav quyết định từ bỏ kế hoạch phân vùng Ba Lan và thông qua Schleswig-Holstein để tấn công Đan Mạch. Lợi dụng thực tế là Thắt lưng bị đóng băng, quân đội Thụy Điển, do nhà vua lãnh đạo, đã vượt qua eo biển trên băng và chiếm đóng Fr. Funen và xuất hiện ở Zealand. Người Đan Mạch yêu cầu hòa bình, được ký vào đầu năm 1658 tại Roskilde. Thụy Điển đã nhận Skane, Blekinge, Halland, Fr. Bornholm và vùng Trondheim của Na Uy.
Tuy nhiên, thế giới không tồn tại lâu. Đan Mạch không hài lòng với điều kiện quá khắc nghiệt của thế giới, và Karl Gustav cảm thấy rằng mình đã bỏ lỡ cơ hội để đánh bại hoàn toàn đối thủ cũ. Vào mùa thu năm 1658, phá vỡ hòa bình, ông tấn công Đan Mạch và bao vây Copenhagen. Cư dân của thủ đô Đan Mạch đã cùng nhau bảo vệ thành phố, và vào ngày 29 tháng 10 năm 1658, hạm đội Hà Lan, đến viện trợ cho người Đan Mạch, đã đánh bại người Thụy Điển ở Eresund. Cuộc bao vây của người Thụy Điển đã phải được dỡ bỏ.
Vào năm 1659 và 1660, người Thụy Điển và người Đan Mạch đã không tiến hành chiến sự chủ động, và thông qua các trung gian Anh-Pháp, họ đã làm rõ các điều khoản của thỏa thuận hòa bình. Trong Hòa bình Copenhagen năm 1660, Thụy Điển buộc phải trả lại Bornholm và Trondheim cho Đan Mạch. Theo các điều kiện của hiệp ước hòa bình Olivin được ký kết cùng năm, biên giới giữa Ba Lan và Thụy Điển vẫn giữ nguyên, tuy nhiên, chi nhánh Ba Lan của triều đại Vasa đã từ bỏ yêu sách của mình với vương miện Thụy Điển và công nhận sự thống trị của Thụy Điển đối với Livonia và Estonia.
Vào ngày 11 tháng 1 năm 1660, khi đang tham dự lễ tang của thành viên Rixrod Christer Bunde ở Gothenburg, nhà vua bị cảm lạnh. Các bác sĩ tuyên bố rằng ông bị viêm phổi, nhưng ông vẫn tiếp tục làm việc. Trong khi đó, sức khỏe của anh ngày càng tồi tệ. Vào ngày 10 tháng 2, anh ta thú nhận và nhận được sự vắng mặt. Vào đêm 12 - 13 tháng 2 năm 1660, Karl X Gustav qua đời.

## Gia đình
Ngày 24 tháng 10 năm 1654 kết hôn với con gái của Công tước Frederick III của Schleswig-Holstein-Gottorp Hedwig Eleanor (1636-1715). Từ cuộc hôn nhân này, chỉ có một đứa trẻ được sinh ra - vị vua tương lai Karl XI..

## Di tích
Ở Malmö, trung tâm hành chính của Len Skone, có một bức tượng Karl X Gustav cưỡi ngựa, người đã chinh phục tỉnh này từ người Đan Mạch. Theo truyền thuyết, khi lắp đặt tượng đài, câu hỏi đặt ra theo hướng nào nó phải đối mặt. Nếu nhà vua bị chuyển sang Đan Mạch, thì nó sẽ quá hiếu chiến, và nếu đối mặt với Thụy Điển, thì nó lại phi logic, vì vậy tượng đài đã được dựng lên sang hai bên.